# مدرک اصلی
مدرک اصلی یک مجموعه تلویزیونی محصول سال به کارگردانی مهدی صباغ‌زاده، نویسندگی خشایار الوند و تهیه‌کنندگی سعید حاجی‌میری می‌باشد که از شبکه یک پخش شد.این مجموعه در ۲۶ قسمت ۴۵ دقیقه‌ای تهیه شد. 
این مجموعه، داستان افسرجوانی به نام «رضا صبوری» است که دانش‌آموخته دانشگاه علوم انتظامی است و به دایره قتل ادارهٔ آگاهی منتقل می‌شود تا در کنار سرهنگ رسول مودت، افسر قدیمی و کارکشتهٔ این دایره انجام وظیفه کند. این دو نفر در شیوه برخورد با مجرمین و کشف مسایل جنایی، با یکدیگر اختلاف نظر دارند اما با گذشت زمان و در جریان پیگیری پرونده‌های قتل، به درک و شناخت تازه‌ای از جامعه و یکدیگر می‌رسند. 
دیگر عوامل سازنده سریال مدرک اصلی عبارتند از: تدوینگر: مهدی صباغزاده، مدیر تولید و مجری طرح: داریوش باباییان، مدیر تصویربرداری: حسن قلی‌زاده، نورپرداز: فریبرز سیگارودی، صدابردار صحنه: محمدرضا میرکمالی، طراح صحنه و لباس: ژیلا مهرجویی، طراح چهره‌پردازی: مسعود ولدبیگی، موسیقی: سید بهنام ابطحی، برنامه‌ریز: اصغر ندیمی، مدیر امور بازیگران: مهدی میامی، مدیر تدارکات: امیرهوشنگ حسینی، صداگذاری و میکس: عباس قهرمانی و حسین وفایی، کارشناس انتظامی: باقر گودرزی 

## بازیگران
- فرامرز قریبیان
- مهدی احمدی
- داریوش اسدزاده
- امیر پای‌ور
- مهدی میامی
- کاظم افرندنیا
- محمدرضا داوودنژاد
- علی فرهبد
- محمد ورشوچی
- مجید حاجی‌زاده
- حمید گودرزی
- مهرداد فلاحتگر
- مونا داودنژاد
- مهدی امینی‌خواه
- امید نقی
- مژگان مینایی
- لوریک میناسیان
- محمود بنفشه‌خواه
- بابک نوری
- مهرداد جنایی
- مسعود ولدبیگی
- بهارک توسلی
- منوچهر افسری